# The Living Daylights (canción)
«The Living Daylights» es una canción de la banda noruega a-ha para la banda sonora de la película de James Bond, The Living Daylights. También fue incluida en Stay on These Roads (1988), tercer álbum de estudio de a-ha, Y Forma Parte Como el Primer Sencillo del Álbum.
La canción tiene dos versiones, la primera es la versión de la película (y la que aparece en la banda sonora), también llamada la versión de 7" de 4:04 y la segunda, es la versión creada por a-ha para el álbum Stay on These Roads de 1988 con instrumentación y final diferentes de la versión original y una duración de 4:46.
«The Living Daylights» fue una de las últimas canciones que John Barry compuso para la serie de películas de James Bond. Debido al éxito que se tuvo con el tema de la película anterior de Duran Duran, A View to a Kill (1985), Albert R. Broccoli nuevamente insistió en que se usara al grupo más de moda para componer el tema, el turno fue para a-ha quien junto con Barry compuso el tema principal.

## Apariciones en compilatorios
El tema de The Living Daylights ha aparecido en los dos álbumes compilatorios de The Best of Bond...James Bond. Además se encuentra también en el sencillo "The Living Daylights" de a-ha (versión original) y en los dos recopilatorios del grupo: Headlines and Deadlines y The Singles 1984-2004.

## «Hercules Takes Off»
En la partitura del filme como es costumbre en la mayoría de las bandas sonoras de James Bond, el tema de «The Living Daylights», aparece en su modalidad instrumental, como un tema de acción. Este aparece en los temas, «Hercules Takes Off» (pista 9) y «Assasin" and Drugged» (pista 16) y muy brevemente en el tema «Murder in the Fair» (pista 15). El tema en su modalidad instrumental, es interpretado por instrumentos de viento-metal, mientras que los sintetizadores son los que se encargan de marcar el compás del tema. El tema «The Living Daylights» en su modalidad instrumental es conocido, tanto en compilatorios como en discusiones entre aficionados, como «Hercules Takes Off», debido a que ese esla pista que incluye el tema en su totalidad. El nombre lo debe a la escena de la huida de Bond y Kara en el avión Hercules en la que aparece la melodía.

### Apariciones en compilatorios
En el compilatorio The Essential James Bond, el compositor Nic Raine presenta una versión reorquestada del tema, cuya diferencia con la versión de Barry es que esta elimina los compaces de sintetizadores dando al tema un cariz marcial. En el álbum compilatorio Bond Back in Action 2, Nic Raine presenta una segunda reorquestación de «Hercules Takes Off» con la diferencia de que en la versión del álbum el tema es presentado de una manera similar a la versión original de Barry. El álbum, John Barry - The Collection - 40 Years of Film Music incluye la segunda versión reorquestada por Nic Raine.

## Vídeo
El vídeo empieza con la clásica secuencia que siempre se ve al empezar una película de James Bond, la secuencia del arma de cañón o "Gunbarrel", en el que se ve a los 3 miembros de a-ha y al actor que encarnaba a James Bond, Timothy Dalton.
Durante todo el vídeo se ve a Morten Harket cantando en el estudio de James Bond junto a Magne Furuholmen y Paul Waaktaar, acompañado con escenas de la película que pasan al frente de ellos, también va cambiando de colores a lo largo de todo el video, además se ven escenas donde aparece Maryam d'Abo quien personifica a Kara Milovy en la película.

## Formatos y lista de canciones

### 7": Warner Bros. / W 8305 Reino Unido
1. "The Living Daylights" - 4:04
2. "The Living Daylights" (instrumental) - 4:36

### 12": Warner Bros. / W 8305T Reino Unido
1. "The Living Daylights" (extended mix) - 6:48
2. "The Living Daylights" (7 inch version) - 4:04
3. "The Living Daylights" (instrumental) - 4:36

## Listas de éxitos

### Semanales
| Lista (1987–88)               | Mejor posición |
| ----------------------------- | -------------- |
| Australia (Kent Music Report) | 29             |
| Austrian Singles Chart        | 18             |
| Belgian Singles Chart         | 4              |
| Canadian Singles Chart        | 35             |
| Danish Singles Chart          | 7              |
| Dutch Top 40                  | 9              |
| Finnish Singles Chart         | 4              |
| French Singles Chart          | 21             |
| German Singles Chart          | 8              |
| Irish Singles Chart           | 2              |
| Italian Singles Chart         | 3              |
| Japanese Singles Chart        | 42             |
| Luxembourgian Singles Chart   | 1              |
| New Zealand Singles Chart     | 50             |
| Norwegian Singles Chart       | 1              |
| Polish Singles Chart          | 3              |
| South African Singles Chart   | 5              |
| Spanish Singles Chart         | 30             |
| Swedish Singles Chart         | 3              |
| Swiss Singles Chart           | 8              |
| UK Singles Chart              | 5              |
| US Hot 125                    | 113            |

### Listas anuales
| Lista (1988)          | Mejor posición |
| --------------------- | -------------- |
| German Singles Chart  | 56             |
| Italian Singles Chart | 20             |